# Машина для убийства
«Машина для убийства» (англ. Killing Machine) — остросюжетный боевик 1994 года американского режиссёра Дэвида Митчелла (англ. David Mitchell).

## Сюжет
Потеряв память, бывший киллер Харлин Гарретт работает на правительство. Влюбившись в одну из жертв программы уничтожения «опасных Государству лиц», Гарретт приоткрывает завесу тайны своей предыдущей жизни…

## В ролях
- Джефф Уинкотт — Харлин Гарретт
- Майкл Айронсайд — мистер Грин
- Терри Хоукс — доктор Энн Кендалл
- Дэвид Кэмпбелл — Тёрнер
- Калиста Кэррэдин — Джейн
- Ричард Фицпатрик — Бейкер

## Съёмочная группа
- Режиссёр: Дэвид Митчелл
- Сценарист: Дэвид Митчелл
- Продюсеры: Ашок Амритрадж, Элдер Гонсалвес, Джулиан Грант, Дамиан Ли
- Оператор: Дэвид Пеллетье
- Композиторы: Марк Сандерс, Рональд Дж. Уайсс
- Художники-постановщики: Джон Гиллеспи, Шелли Мэнселл
- Монтаж: Дэвид Будер